# Нос (мультфильм, 1963)
Нос (фр. Le nez) —  короткометражный мультфильм режиссёра Александра Алексеева и Клер Паркер, по одноименной повести Николая Васильевича Гоголя. В 1931 году Александр Алексеев создал игольчатый экран, с помощью него он создал несколько мультфильмов: Ночь на Лысой горе (1933), Картинки с выставки (1972) и Три темы (1980), в том числе и Нос.

## Сюжет
Цирюльник во время завтрака обнаруживает в хлебе для завтрака нос коллежского асессора Ковалёва, которого он брил, затем заворачивает нос в тряпку и выбрасывает его в воду на мосту. Коллежский асессор Ковалёв неожиданно просыпается утром без носа. На месте носа оказывается совершенно гладкое место. Нос направляется в Казанский собор, где набожно молится. Поражённый Ковалёв — за ним. Робея, коллежский асессор просит нос вернуться, но тот, со всей важностью, заявляет, что не понимает, о чём идёт речь, и ускользает от хозяина. Убитый горем Ковалёв возвращается домой, и тут приключается нежданная радость: внезапно входит полицейский чиновник и вносит завёрнутый в бумажку нос. Ковалёв безмерно радуется, но преждевременно: нос не желает прилепляться на своё законное место. Лишь с утра снова оказывается на лице своего владельца, так же необъяснимо, как исчез. И жизнь Ковалёва возвращается в своё нормальное русло. К Ковалёву вновь приходит цирюльник и  случайно отрезает ему нос. 